# Nuklearkatastrophe von Fukushima/Systemzustand während der Katastrophe
zurück zur Hauptseite

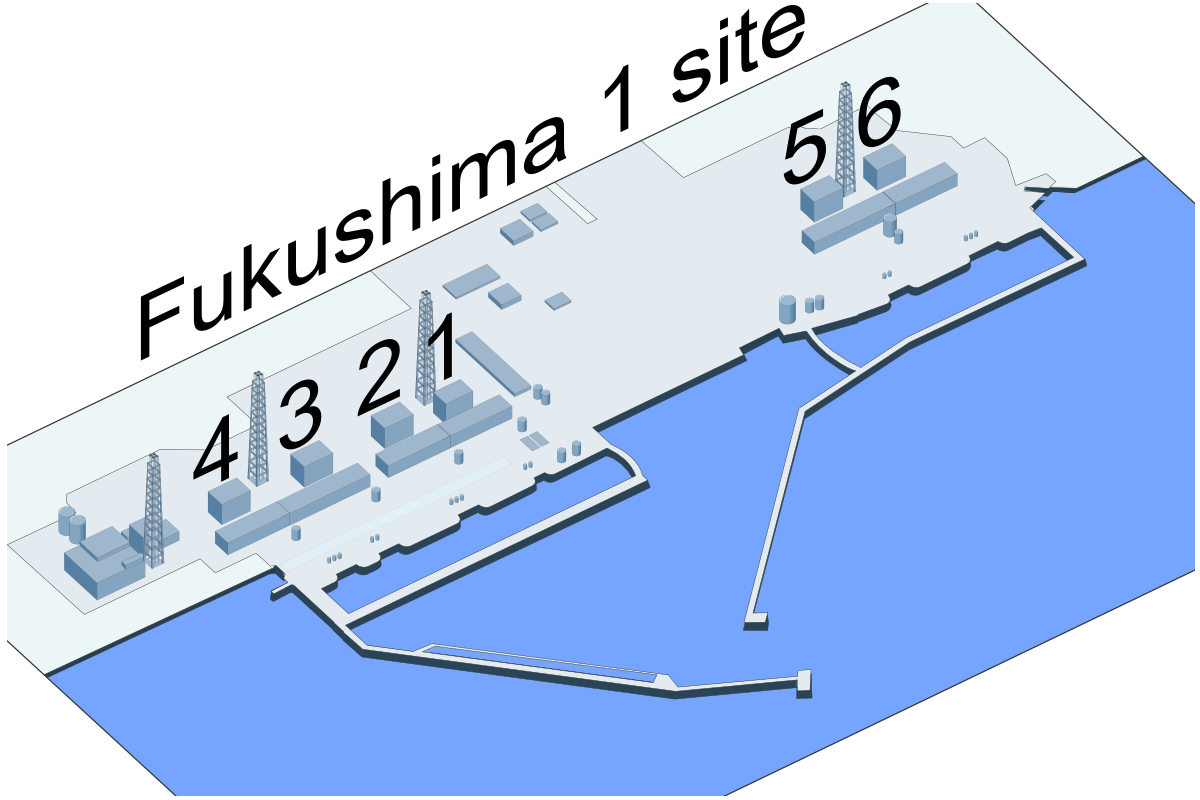
Fukushima I: Block 1 bis 4 sind zentral von der Nuklearkatastrophe betroffen, Block 5 und 6 sind ungefähr 500 Meter davon entfernt

Während der Nuklearkatastrophe von Fukushima wurden im Kernkraftwerk Fukushima Daiichi verschiedene Daten und Messwerte zum Zustand der Kraftwerkssysteme erfasst. Sie zeigen, wie die üblichen Werte des Normalbetriebs im Zeitverlauf überschritten wurden.

## Zustand der Reaktoren 1 bis 3

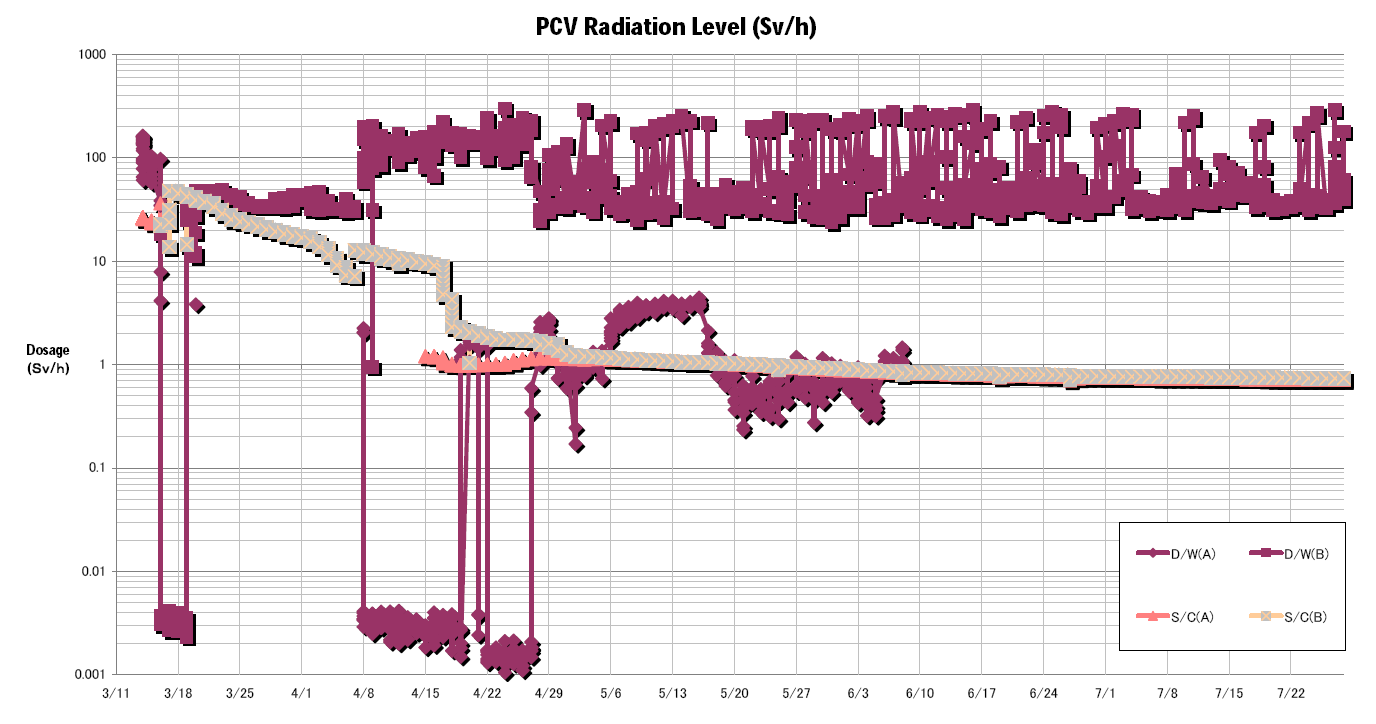
Messwerte von Block 1, März–Juli 2011, teils fehlerhaft

Ab dem 16. März 2011 veröffentlichte das japanische Wirtschaftsministerium METI regelmäßig eine vom Kraftwerksbetreiber Tepco zur Verfügung gestellte Tabelle mit den technischen Parametern der Reaktoren 1 bis 3, mit japanischer Beschriftung. Ab dem 24. März veröffentlichte die japanische Atomaufsichtsbehörde NISA auch englische Übersetzungen dieser Tabellen. Teils existieren auch deutsche Übersetzungen der Gesellschaft für Anlagen- und Reaktorsicherheit.
Im Einzelnen enthalten diese Berichte Messwerte zur Kühlwassereinspeisung, zum Kühlwasserstand, zu Reaktordruck, -temperatur und Strahlungsdosisleistung, sowie zu Druck und Strahlung in den Kondensationskammern. Daten zu Reaktordrücken und Kühlwasserständen aus den Tagen vor dem 16. März sind zum Beispiel einer NISA-Präsentation vom 4. April zu entnehmen.
Die folgenden Daten sind im Wesentlichen den japanischen Originalen des METI entnommen. Für den 19., 21. und 24. März sind die veröffentlichten METI-Daten unvollständig; hier wurde – soweit vorhanden – auf die anderen beiden Quellen zurückgegriffen.

### Strahlung in den Reaktoren

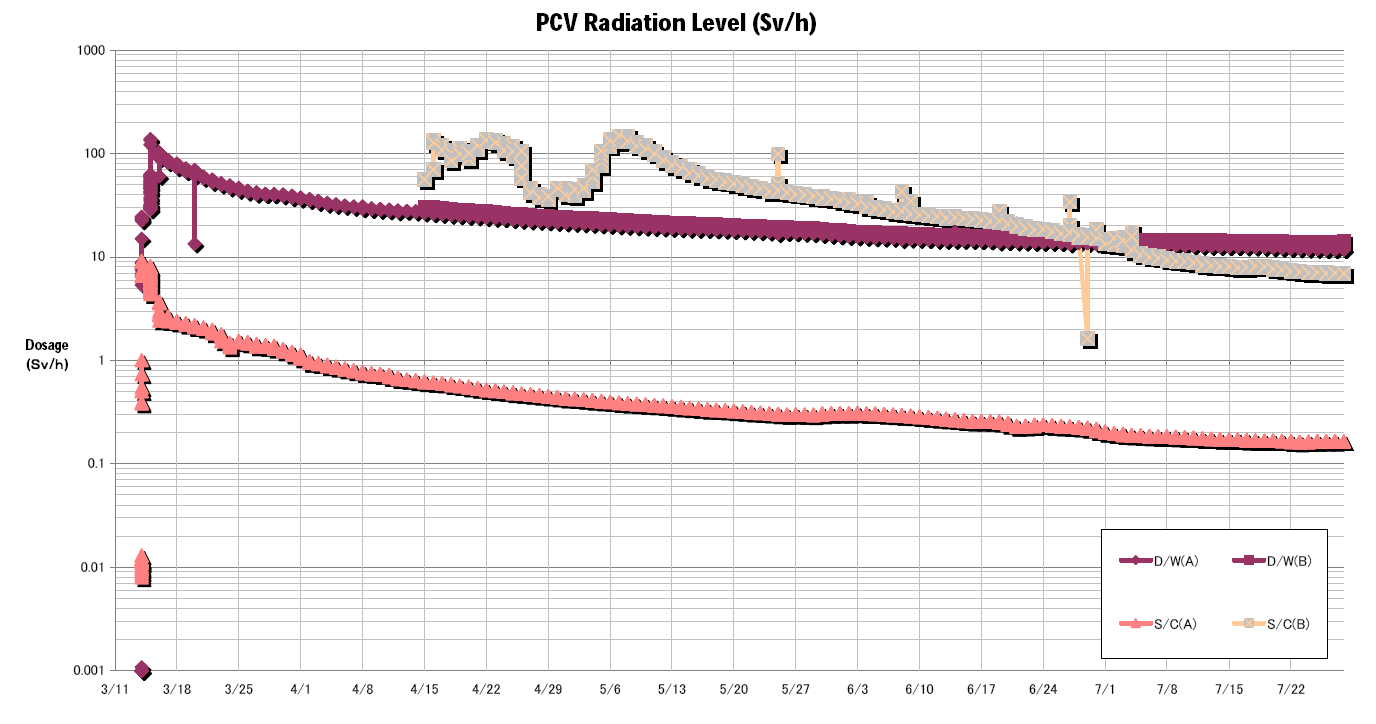
Messwerte Block 2, März–Juli

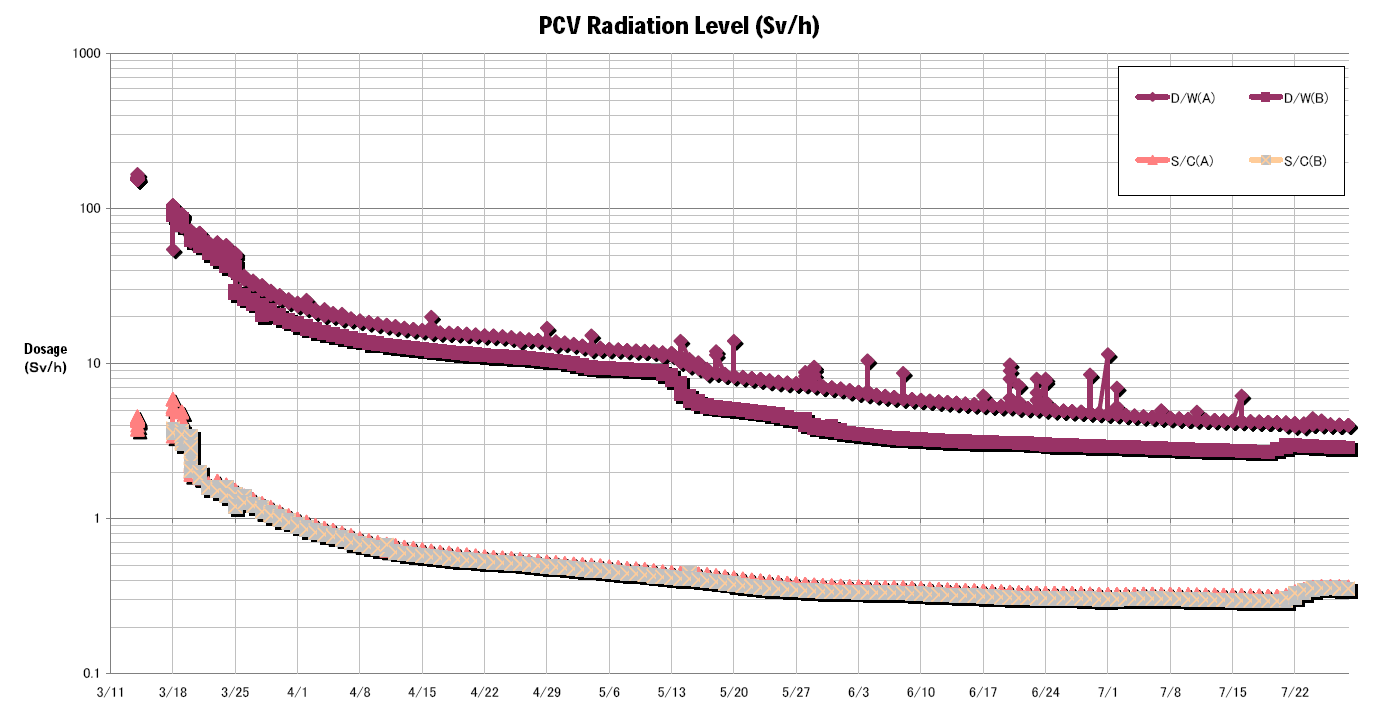
Messwerte Block 3, März–Juli

Durch den Stromausfall während der Unfallserie konnten die Reaktoren nicht mehr gekühlt werden. Dadurch überhitzten die Reaktoren 1 bis 3, die Brennstäbe lagen teilweise frei und wurden beschädigt. Es kam zu einer erheblichen Freisetzung ionisierender Strahlung in den Reaktoren, die in der folgenden Tabelle wiedergegeben ist. Wieder ansteigende Werte sind rot gekennzeichnet. Die Werte von Block 1 sind nur eingeschränkt aussagekräftig, da vermutlich die Sensoren beschädigt wurden.
Es gibt im mittleren Bereich des Sicherheitsbehälters (dry well) und in der Kondensationskammer (suppression chamber) jeweils zwei Messpunkte, A und B. Bis zum 16. April wurden für Reaktor 1 nur die B-Werte und bei Reaktor 2 und 3 die A-Werte veröffentlicht. Diese Auswahl wurde in der Tabelle auch für die Messungen nach dem 16. April grundsätzlich beibehalten. Nur in der Kondensationskammer von Block 2 zeigten sich auffällige Abweichungen, die in der Tabelle gesondert erfasst sind.
| Datum (2011) | Ortszeit    | Reaktor 1 (Sv/h)          | Reaktor 1 (Sv/h)          | Reaktor 2 (Sv/h)          | Reaktor 2 (Sv/h)        | Reaktor 2 (Sv/h)        | Reaktor 3 (Sv/h)          | Reaktor 3 (Sv/h)          |  |
| Datum (2011) | Ortszeit    | Sicher- heits- behälter B | Konden- sations- kammer B | Sicher- heits- behälter A | Konden- sations- kammer | Konden- sations- kammer | Sicher- heits- behälter A | Konden- sations- kammer A |  |
| Datum (2011) | Ortszeit    | Sicher- heits- behälter B | Konden- sations- kammer B | Sicher- heits- behälter A | A                       | B                       | Sicher- heits- behälter A | Konden- sations- kammer A |  |
| ------------ | ----------- | ------------------------- | ------------------------- | ------------------------- | ----------------------- | ----------------------- | ------------------------- | ------------------------- |  |
| 16. März     | 12:25       | [ Anm. 1 ]                | [ Anm. 1 ]                | 93,8                      | 3,01                    |                         | [ Anm. 2 ]                | [ Anm. 2 ]                |  |
| 17. März     | 12:50       | 0,0041                    | 31,6                      | 84,4                      | 2,43                    | [ Anm. 2 ]              | [ Anm. 2 ]                |                           |  |
| 18. März     | 07:55–12:35 | 0,00375                   | 46,9                      | 78,0                      | 2,37                    | 105                     | 5,90                      |                           |  |
| 20. März     | 15:00–16:00 | 12,0                      | 40,0                      | 62,5                      | 2,13                    | 71,7                    | 2,00                      |                           |  |
| 22. März     | 10:30–15:30 | 46,5                      | 34,0                      | 53,6                      | 1,90                    | 60,0                    | 1,58                      |                           |  |
| 23. März     | 09:10–14:20 | 48,0                      | 29,9                      | 50,7                      | 1,67                    | 60,2                    | 1,74                      |                           |  |
| 24. März     | 06:10–10:00 | 40,9                      | 25,8                      | 47,4                      | 1,36                    | 53,3                    | 1,45                      |                           |  |
| 25. März     | 14:00–16:30 | 37,1                      | 24,5                      | 45,2                      | 1,54                    | 38,8                    | 1,31                      |                           |  |
| 26. März     | 09:30–10:00 | 35,1                      | 23,6                      | 43,4                      | 1,49                    | 36,1                    | 1,40                      |                           |  |
| 27. März     | 09:00–10:10 | 34,6                      | 22,2                      | 41,6                      | 1,41                    | 33,7                    | 1,31                      |                           |  |
| 28. März     | 10:30–12:30 | 33,9                      | 20,8                      | 40,4                      | 1,39                    | 31,0                    | 1,23                      |                           |  |
| 29. März     | 04:00–04:45 | 36,0                      | 20,0                      | 40,4                      | 1,37                    | 29,2                    | 1,18                      |                           |  |
| 30. März     | 13:00–13:30 | 37,7                      | 18,2                      | 39,6                      | 1,26                    | 26,8                    | 1,09                      |                           |  |
| 31. März     | 09:40–12:00 | 41,2                      | 17,2                      | 37,9                      | 1,16                    | 25,4                    | 1,04                      |                           |  |
| 1. April     | 10:00–11:45 | 43,0                      | 17,2                      | 37,0                      | 1,09                    | 24,2                    | 0,98                      |                           |  |
| 2. April     | 12:00–12:10 | 45,1                      | 16,0                      | 35,7                      | 0,97                    | 23,2                    | 0,94                      |                           |  |
| 3. April     | 09:00–10:30 | 44,6                      | 14,9                      | 34,3                      | 0,94                    | 21,7                    | 0,90                      |                           |  |
| 4. April     | 09:30–11:00 | 38,7                      | 12,2                      | 32,8                      | 0,88                    | 21,1                    | 0,86                      |                           |  |
| 5. April     | 06:00–10:20 | 31,5                      | 10,2                      | 32,1                      | 0,87                    | 20,6                    | 0,83                      |                           |  |
| 6. April     | 00:00       | 31,1                      | 8,8                       | 31,5                      | 0,84                    | 20,9                    | 0,82                      |                           |  |
| 7. April     | 06:00       | 30,8                      | 12,9                      | 30,6                      | 0,80                    | 19,6                    | 0,78                      |                           |  |
| 8. April     | 12:00–13:00 | 68,3                      | 12,2                      | 29,4                      | 0,76                    | 18,8                    | 0,74                      |                           |  |
| 9. April     | 12:00–12:25 | [ Anm. 5 ]                | 11,9                      | 29,2                      | 0,74                    | 18,4                    | 0,72                      |                           |  |
| 10. April    | 06:00–10:00 | [ Anm. 5 ]                | 11,5                      | 28,9                      | 0,73                    | 18,1                    | 0,70                      |                           |  |
|              |             |                           |                           |                           |                         |                         |                           |                           |  |
| 16. April    | 12:00       | [ Anm. 5 ]                | 9,2                       | 26,4                      | 0,61                    | 20,0                    | 0,62                      |                           |  |
| 17. April    | 12:00       | [ Anm. 5 ]                | 6,7                       | 26,0                      | 0,60                    | 121                     | 15,9                      | 0,61                      |  |
|              |             | [ Anm. 5 ]                |                           |                           |                         |                         |                           |                           |  |
| 20. April    | 12:00       | [ Anm. 5 ]                | 2,1                       | 24,9                      | 0,55                    | 103                     | 15,5                      | 0,59                      |  |
|              |             | [ Anm. 5 ]                |                           |                           |                         |                         |                           |                           |  |
| 30. April    | 05:00       | [ Anm. 5 ]                | 1,57                      | 21,9                      | 0,44                    | 45                      | 13,9                      | 0,52                      |  |
| 1. Mai       | 11:00       | [ Anm. 5 ]                | 1,27                      | 21,6                      | 0,43                    | 42                      | 13,7                      | 0,52                      |  |
| 2. Mai       | 05:00       | [ Anm. 5 ]                | 1,23                      | 21,4                      | 0,43                    | 39                      | 13,4                      | 0,51                      |  |
| 3. Mai       | 11:00       | [ Anm. 5 ]                | 1,20                      | 21,2                      | 0,42                    | 47                      | 13,0                      | 0,47                      |  |
| 4. Mai       | 11:00       | [ Anm. 5 ]                | 1,10                      | 21,0                      | 0,41                    | 53                      | 12,7                      | 0,50                      |  |
| 5. Mai       | 11:00       | [ Anm. 5 ]                | 1,23                      | 20,7                      | 0,41                    | 84                      | 12,6                      | 0,46                      |  |
| 6. Mai       | 05:00       | [ Anm. 5 ]                | 1,17                      | 20,5                      | 0,40                    | 118                     | 12,4                      | 0,49                      |  |
| 7. Mai       | 05:00       | [ Anm. 5 ]                | 1,15                      | 20,3                      | 0,39                    | 135                     | 12,3                      | 0,49                      |  |
| 8. Mai       | 05:00       | [ Anm. 5 ]                | 1,14                      | 20,1                      | 0,39                    | 148                     | 12,2                      | 0,48                      |  |
| 9. Mai       | 12:00       | [ Anm. 5 ]                | 1,13                      | 20,0                      | 0,38                    | 128                     | 12,1                      | 0,47                      |  |
| 10. Mai      | 12:00       | [ Anm. 5 ]                | 1,11                      | 19,7                      | 0,38                    | 117                     | 12,1                      | 0,47                      |  |
|              |             |                           |                           |                           |                         |                         |                           |                           |  |
| 15. Mai      | 11:00       | [ Anm. 5 ]                | 1,06                      | 18,8                      | 0,35                    | 68                      | 9,9                       | 0,45                      |  |
| 20. Mai      | 11:00       | 46,5                      | 1,03                      | 18,2                      | 0,33                    | 53                      | 8,3                       | 0,41                      |  |

1. 1 2  Hier wurde „指示不良“ (shiji furyō) gemeldet, was „falsche Anweisung“ oder „falsche Unterweisung“ hieße. Möglicherweise handelte es sich um einen Tippfehler und das ähnlich aussehende „提示不良“ (teiji furyō) – welches „Anzeigefehler“ bedeutet – war gemeint.
2. 1 2 3 4  Das Containment Atmosphere Monitoring System war noch nicht wiederhergestellt (CAMS 未復旧, CAMS mifukkyū).
3. 1 2 3 4  unplausibler Wert, vermutlich immer noch Probleme mit dem Messgerät
4. ↑  Gemeldet wurden „6,25×10−1Sv/h“, gemeint waren vermutlich 6,25 · 101.
5. 1 2 3  Ab dem 9. April wurde hier „defektes Messgerät“ (計器不良, keiki furyō) gemeldet, ab dem 17. April für beide Messkanäle A und B.
6. ↑  vermutlich ein Ablesefehler, an den Tagen davor und danach ist der Messwert stetig rückläufig

### Mengen an eingespeistem Kühlwasser

Kühlwassermengen

Am Abend des 12. März begann die behelfsmäßige Kühlung von Reaktor 1 durch Einspritzen von Meerwasser in den Druckbehälter, am 13. März auch bei Reaktor 3 und am 14. März bei Reaktor 2. Ab dem 17. März wurden die eingespritzten Wassermengen täglich in den METI-Berichten veröffentlicht, teils auf Liter pro Minute genau, teils gerundet auf 10 Liter pro Minute oder auf Kubikmeter pro Stunde.
Die folgende Tabelle enthält eine Auswahl der veröffentlichten Daten, wobei die einmal täglich von Tepco gemeldeten Werte zur besseren Übersicht jeweils auf Kubikmeter pro Tag hochgerechnet sind. Die tatsächlichen Wassermengen können davon abweichen, weil Tepco den Durchfluss nur für einen Zeitpunkt pro Tag meldete. Die Mengen, die im Reaktor ankamen, können kleiner sein, weil Wasser auf dem Weg dorthin verloren ging. Für Block 3 am 20. März ist zum Beispiel von einer niedrigeren „injection flow rate“ wegen erhöhten Reaktordrucks die Rede.
| Datum                       | Reaktor 1 (m³/Tag) | Reaktor 2 (m³/Tag) | Reaktor 3 (m³/Tag) | Genauigkeit (m³/Tag) |
| --------------------------- | --- | --- | --- | --- |
| Einspeisung von Meerwasser: | | | | |
| 12. März                    | 125 | – | – | |
| 13. März                    | 182 | – | 191 | |
| 14. März                    | | 40 | 310 | |
| 15. März                    | 257 | 1862 | 745 | |
| 16. März                    | 259 | 1862 | 861 | |
| 17. März                    | 291 | 590 – 1150 | 260 – 488 | |
| 18. März                    | 478 | 806 | 360 | > ± 7 |
| 19. März                    | 448 | 356 | 514 | |
| 20. März                    | 48 | 480 | 864 | > ± 12 |
| 21. März                    | 36 | 374 | | |
| 22. März                    | 48 | 288 | [ Anm. 4 ] | > ± 12 |
| 23. März                    | 270 | 288 | [ Anm. 4 ] | > ± 12 |
| 24. März                    | 230 | 288 | [ Anm. 4 ] | > ± 12 |
| Einspeisung von Süßwasser:  | | | | |
| 26. März                    | 173 | 446 | 353 | > ± 7 |
| 28. März                    | 163 | 168 | 302 | > ± 1 |
| 30. März                    | 192 | 167 | 167 | > ± 1 |
| 1. April                    | 192 | 216 | 167 | > ± 1 |
|                             | | | | |
| 7. April                    | 144 | 192 | 168 | > ± 12 |
| 14. April                   | 144 | 168 | 168 | > ± 12 |
| 24. April                   | 144 | 168 | 163 | > ± 1 |
|                             | | | | |
| 27. April                   | 142 | 166 | 166 | > ± 1 |
| 28. April                   | Die Sicherheitsbehälter von Block 1 und 3 sollen bis Juni ganz mit Wasser aufgefüllt werden, um die Kühlung des Reaktorkerns zu erleichtern. Dazu wird probeweise mehr Wasser in Reaktor 1 eingeleitet. | Die Sicherheitsbehälter von Block 1 und 3 sollen bis Juni ganz mit Wasser aufgefüllt werden, um die Kühlung des Reaktorkerns zu erleichtern. Dazu wird probeweise mehr Wasser in Reaktor 1 eingeleitet. | Die Sicherheitsbehälter von Block 1 und 3 sollen bis Juni ganz mit Wasser aufgefüllt werden, um die Kühlung des Reaktorkerns zu erleichtern. Dazu wird probeweise mehr Wasser in Reaktor 1 eingeleitet. | Die Sicherheitsbehälter von Block 1 und 3 sollen bis Juni ganz mit Wasser aufgefüllt werden, um die Kühlung des Reaktorkerns zu erleichtern. Dazu wird probeweise mehr Wasser in Reaktor 1 eingeleitet. |
| 28. April                   | 240 | 168 | 163 | > ± 1 |
| 29. April                   | 144 | 168 | 156 | > ± 1 |
| 30. April                   | 144 | 166 | 156 | > ± 1 |
| 1. Mai                      | Wegen wieder steigender Temperaturen im Reaktor 3 wird die eingespeiste Wassermenge erhöht. | Wegen wieder steigender Temperaturen im Reaktor 3 wird die eingespeiste Wassermenge erhöht. | Wegen wieder steigender Temperaturen im Reaktor 3 wird die eingespeiste Wassermenge erhöht. | Wegen wieder steigender Temperaturen im Reaktor 3 wird die eingespeiste Wassermenge erhöht. |
| 1. Mai                      | 144 | 166 | 158 | > ± 1 |
| 2. Mai                      | 144 | 168 | 163 | > ± 1 |
| 3. Mai                      | 142 | 168 | 166 | > ± 1 |
| 4. Mai                      | 144 | 166 | 168 | > ± 1 |
| 5. Mai                      | 144 | 168 | 216 | > ± 1 |
| 6. Mai                      | 144 | 168 | 216 | > ± 1 |
| 7. Mai                      | 192 | 168 | 216 | > ± 1 |
| 8. Mai                      | 192 | 168 | 216 | > ± 1 |
|                             | | | | |
| 12. Mai                     | 192 | 168 | 216 | > ± 1 |
| 13. Mai                     | 190 | 166 | 286 | > ± 1 |
| 14. Mai                     | 192 | 168 | 373 | > ± 2 |
| 15. Mai                     | 192 | 168 | 368 | > ± 2 |
| 16. Mai                     | 240 | 168 | 368 | > ± 2 |
| 17. Mai                     | 240 | 163 | 368 | > ± 2 |
| 18. Mai                     | 144 | 168 | 432 | > ± 1 |
|                             | | | | |
| 23. Mai                     | 146 | 168 | 432 | > ± 1 |
| 24. Mai                     | 146 | 168 | 362 | > ± 1 |
| 25. Mai                     | 144 | 168 | 396 | > ± 1 |

1. ↑  80 m³ Reinwasser aus den Tanks in 9 Stunden = ca. 9 m³/h; Fortsetzung ab 19 Uhr mit Meerwasser, bei angenommener gleicher Durchflussrate
2. 1 2  kein Durchflussmesser vorhanden (流量計無, ryūryōkei nashi) laut erster Quelle, aber die zweite gibt trotzdem Daten an
3. 1 2  verschiedene Angaben in den beiden Quellen, möglicherweise schwankender Durchfluss zu verschiedenen Tageszeiten
4. 1 2 3  schwankende / fehlerhafte Anzeige des Durchflussmessers (流量　ハンチング, ryūryō hanchingu)
5. ↑  Umstellung von der Einspritzung per Feuerlöschleitung (fire extinguish line) auf eine reguläre Einspeiseleitung (feedwater line)

## Temperaturen in den Abklingbecken
Durch den Stromausfall während der Unfallserie kam es zu einer Überhitzung sämtlicher Abklingbecken, da deren Kühlsysteme ausfielen.

### Reaktorblöcke 5 und 6
Die folgende Tabelle zeigt den Temperaturverlauf in den Abklingbecken der Reaktorblöcke 5 und 6 während des kritischen Zeitraums. Die normale Betriebstemperatur liegt bei bis zu 40 °C.
| Zeitpunkt (Ortszeit) | Block 5 | Block 6 | Quelle | Anmerkungen                                    |
| -------------------- | ------- | ------- | ------ | ---------------------------------------------- |
| 14. März, 19:08      | 59,7 °C | 58,0 °C | IAEA   | veröffentlicht am 16. März                     |
| 15. März, 19:00      | 60,4 °C | 58,5 °C | IAEA   | veröffentlicht am 16. März                     |
| 16. März, 14:00      | 62,7 °C | 60,0 °C | IAEA   | veröffentlicht am 16. März                     |
| 17. März, 12:00      | 64,2 °C | 62,5 °C | NISA   |                                                |
| 18. März, 13:00      | 66,3 °C | 64,0 °C | NISA   |                                                |
| 19. März, 11:00      | 66,6 °C | 66,5 °C | NISA   |                                                |
| 19. März, 18:00      | 48,1 °C | 67,0 °C | NISA   | Notstromversorgung Block 5 wiederhergestellt   |
| 20. März, 07:00      | 37,1 °C | 41,0 °C | NISA   | Notstromversorgung Block 6 wiederhergestellt   |
| 20. März, 16:00      | 35,1 °C | 28,0 °C | NISA   | Cold shutdown von Block 5 um 14:30             |
| 21. März, 05:00      | 39,5 °C | 32,0 °C | NISA   | Cold shutdown von Block 6 am 20. März um 19:27 |
| 22. März, 17:00      | 42,3 °C | 36,5 °C | NISA   |                                                |

Danach pendelten sich die Temperaturen zwischen 20 und 40 °C ein.

### Zentrales Abklingbecken
Auch das zentrale Abklingbecken überhitzte:
| Zeitpunkt (Ortszeit) | Wasser- temperatur | Quelle | Anmerkungen                 |
| -------------------- | ------------------ | ------ | --------------------------- |
| 11. März, vor 14:46  | ca. 30 °C          | Kantei |                             |
| 18. März, 11:19      | 55 °C              | NISA   |                             |
| 19. März, 09:00      | 57 °C              | NISA   |                             |
| 21. März, 16:30      | 61 °C              | NISA   | Besprühung mit Wasserwerfer |
| 23. März, 13:15      | 57 °C              | NISA   |                             |
| 24. März, 18:40      | 73 °C              | NISA   |                             |
| 25. März, 15:20      | 53 °C              | NISA   | Kühlung wiederhergestellt   |
| 26. März, 08:30      | 46 °C              | NISA   |                             |
| 27. März, 08:00      | 39 °C              | NISA   |                             |

Danach fiel die Temperatur weiter und pendelte sich um 30 °C ein.

## Gesamtzustand der Reaktorblöcke
Das Japanische Atomindustrie-Forum (JAIF) gibt seit dem 15. März regelmäßig Berichte zum Zustand des Kernkraftwerks Fukushima I heraus. Die folgenden Tabellen geben diesen Zustand zu verschiedenen Zeitpunkten wieder; die Uhrzeiten verstehen sich jeweils als japanische Ortszeit.

### 17. März 2011
Zustand vom 17. März um 14:00 Ortszeit:
|                                            | Block 1                           | Block 2                                                 | Block 3                                              | Block 4                                                                         | Block 5                 | Block 6                 |
| ------------------------------------------ | --------------------------------- | ------------------------------------------------------- | ---------------------------------------------------- | ------------------------------------------------------------------------------- | ----------------------- | ----------------------- |
| Betriebszustand zur Zeit des Erdbebens     | in Betrieb → Schnellabschaltung   | in Betrieb → Schnellabschaltung                         | in Betrieb → Schnellabschaltung                      | abgeschaltet                                                                    | abgeschaltet            | abgeschaltet            |
| Zustand von Kern und Brennstäben           | beschädigt                        | beschädigt                                              | beschädigt                                           | keine Brennstäbe im Kern                                                        | nicht beschädigt        | nicht beschädigt        |
| Zustand des Reaktordruckbehälters          | unbekannt                         | unbekannt                                               | unbekannt                                            |                                                                                 |                         |                         |
| Zustand des Sicherheitsbehälters           | nicht beschädigt                  | Schaden vermutet                                        | Schaden vermutet                                     | nicht beschädigt                                                                | nicht beschädigt        | nicht beschädigt        |
| Reaktorkühlsystem (Wechselstrom)           | nicht funktionsfähig              | nicht funktionsfähig                                    | nicht funktionsfähig                                 | nicht notwendig                                                                 | nicht notwendig         | nicht notwendig         |
| Reaktorkühlsystem (dampfbetrieben)         | nicht funktionsfähig              | nicht funktionsfähig                                    | nicht funktionsfähig                                 | nicht notwendig                                                                 | nicht notwendig         | nicht notwendig         |
| Zustand des Reaktorgebäudes                | schwer beschädigt                 | leicht beschädigt                                       | schwer beschädigt                                    | schwer beschädigt                                                               | nicht beschädigt        | nicht beschädigt        |
|                                            |                                   |                                                         |                                                      |                                                                                 |                         |                         |
| Wasserstand im Reaktordruckbehälter        | Brennstäbe ca. zur Hälfte bedeckt | Brennstäbe mehr als zur Hälfte bedeckt                  | Brennstäbe ca. zur Hälfte bedeckt                    | sicher                                                                          | sicher                  | sicher                  |
| Druck im Reaktordruckbehälter              | stabil                            | unbekannt (Sensoren ohne Stromversorgung)               | stabil                                               | sicher                                                                          | sicher                  | sicher                  |
| Druck im Sicherheitsbehälter (Containment) | unbekannt                         | Druckkammer: unbekannt, Kondensationskammer: Atmosphäre | stabil                                               | sicher                                                                          | sicher                  | sicher                  |
|                                            |                                   |                                                         |                                                      |                                                                                 |                         |                         |
| Wassereinspeisung in Reaktorkern           | wird fortgesetzt (Meerwasser)     | wird fortgesetzt (Meerwasser)                           | wird fortgesetzt (Meerwasser)                        | nicht notwendig                                                                 | nicht notwendig         | nicht notwendig         |
| Wassereinspeisung in Sicherheitsbehälter   | wird fortgesetzt (Meerwasser)     | noch zu entscheiden                                     | wird fortgesetzt (Meerwasser)                        | nicht notwendig                                                                 | nicht notwendig         | nicht notwendig         |
| Druckentlastung Containment                | wird fortgesetzt                  | in Vorbereitung                                         | wird fortgesetzt                                     | nicht notwendig                                                                 | nicht notwendig         | nicht notwendig         |
| Zustand der Brennstäbe im Abklingbecken    | (keine Information)               | (keine Information)                                     | Wasserniveau niedrig, Vorbereitung Wassereinspeisung | Wasserniveau niedrig, Vorbereitung Wassereinspeisung, Brennstabschäden vermutet | Beckentemperatur steigt | Beckentemperatur steigt |

### 22. März 2011
Zustand vom 22. März um 21:00 Ortszeit:
|                                                     | Block 1                                  | Block 2                              | Block 3                                        | Block 4                                        | Block 5                                                | Block 6                                                |
| --------------------------------------------------- | ---------------------------------------- | ------------------------------------ | ---------------------------------------------- | ---------------------------------------------- | ------------------------------------------------------ | ------------------------------------------------------ |
| Betriebszustand zur Zeit des Erdbebens              | in Betrieb → Schnellabschaltung          | in Betrieb → Schnellabschaltung      | in Betrieb → Schnellabschaltung                | abgeschaltet                                   | abgeschaltet                                           | abgeschaltet                                           |
|                                                     |                                          |                                      |                                                |                                                |                                                        |                                                        |
| Zustand von Kern und Brennstäben                    | beschädigt                               | beschädigt                           | beschädigt                                     | keine Brennstäbe im Kern                       | nicht beschädigt                                       | nicht beschädigt                                       |
| Zustand des Reaktordruckbehälters                   | unbekannt                                | unbekannt                            | unbekannt                                      | nicht beschädigt                               | nicht beschädigt                                       | nicht beschädigt                                       |
| Zustand des Sicherheitsbehälters (Containment)      | nicht beschädigt                         | Schaden vermutet                     | möglicherweise unbeschädigt                    | nicht beschädigt                               | nicht beschädigt                                       | nicht beschädigt                                       |
| Reaktorkühlsystem 1: Injektion (strombetrieben)     | nicht funktionsfähig                     | nicht funktionsfähig                 | nicht funktionsfähig                           | nicht notwendig                                | in Bereitschaft                                        | in Bereitschaft                                        |
| Reaktorkühlsystem 2: Wärmetauscher (strombetrieben) | nicht funktionsfähig                     | nicht funktionsfähig                 | nicht funktionsfähig                           | nicht notwendig                                | in Betrieb                                             | in Betrieb                                             |
| Reaktorkühlsystem (dampfbetrieben)                  | nicht funktionsfähig                     | nicht funktionsfähig                 | nicht funktionsfähig                           | nicht notwendig                                | nicht notwendig                                        | nicht notwendig                                        |
| Zustand des Reaktorgebäudes                         | schwer beschädigt (Wasserstoffexplosion) | leicht beschädigt                    | schwer beschädigt (Wasserstoffexplosion)       | schwer beschädigt (Wasserstoffexplosion)       | Entlüftung wurde geschaffen, um Wasserstoff abzulassen | Entlüftung wurde geschaffen, um Wasserstoff abzulassen |
|                                                     |                                          |                                      |                                                |                                                |                                                        |                                                        |
| Wasserstand im Reaktordruckbehälter                 | Brennstäbe freiliegend                   | Brennstäbe freiliegend               | Brennstäbe freiliegend                         | sicher                                         | sicher                                                 | sicher                                                 |
| Druck im Reaktordruckbehälter                       | stabil                                   | unbekannt                            | unbekannt                                      | sicher                                         | sicher                                                 | sicher                                                 |
| Druck im Sicherheitsbehälter (Containment)          | stabil                                   | stabil                               | nach Erhöhung fallend                          | sicher                                         | sicher                                                 | sicher                                                 |
|                                                     |                                          |                                      |                                                |                                                |                                                        |                                                        |
| Wassereinspeisung in Reaktorkern                    | wird fortgesetzt (Meerwasser)            | wird fortgesetzt (Meerwasser)        | wird fortgesetzt (Meerwasser)                  | nicht notwendig                                | nicht notwendig                                        | nicht notwendig                                        |
| Wassereinspeisung in Containment                    | (wird bestätigt)                         | noch nicht entschieden               | (wird bestätigt)                               | nicht notwendig                                | nicht notwendig                                        | nicht notwendig                                        |
| Druckentlastung Containment                         | temporär gestoppt                        | temporär gestoppt                    | temporär gestoppt                              | nicht notwendig                                | nicht notwendig                                        | nicht notwendig                                        |
|                                                     |                                          |                                      |                                                |                                                |                                                        |                                                        |
| Zustand der Brennstäbe im Abklingbecken             | Wassereinspeisung wird erwogen           | Wassereinspeisung wurde durchgeführt | Wasserniveau niedrig, Wasserbesprühung erfolgt | Wasserniveau niedrig, Wasserbesprühung erfolgt | Kühlung wiederhergestellt                              | Kühlung wiederhergestellt                              |
|                                                     |                                          |                                      |                                                |                                                |                                                        |                                                        |
| INES-Einstufung durch NISA                          | Stufe 5                                  | Stufe 5                              | Stufe 5                                        | Stufe 3                                        | –                                                      | –                                                      |

### 28. März 2011
Zustand vom 28. März um 16:00 Uhr Ortszeit:
|                                                     | Block 1                                                                | Block 2                                                                | Block 3                                                                | Block 4                                                                | Block 5                                                | Block 6                                                |
| --------------------------------------------------- | ---------------------------------------------------------------------- | ---------------------------------------------------------------------- | ---------------------------------------------------------------------- | ---------------------------------------------------------------------- | ------------------------------------------------------ | ------------------------------------------------------ |
| Betriebszustand zur Zeit des Erdbebens              | in Betrieb → Schnellabschaltung                                        | in Betrieb → Schnellabschaltung                                        | in Betrieb → Schnellabschaltung                                        | abgeschaltet                                                           | abgeschaltet                                           | abgeschaltet                                           |
|                                                     |                                                                        |                                                                        |                                                                        |                                                                        |                                                        |                                                        |
| Zustand von Kern und Brennstäben                    | beschädigt                                                             | beschädigt, teilweise Kernschmelze                                     | beschädigt                                                             | keine Brennstäbe im Kern                                               | nicht beschädigt                                       | nicht beschädigt                                       |
| Zustand des Reaktordruckbehälters                   | unbekannt                                                              | unbekannt                                                              | unbekannt                                                              | nicht beschädigt                                                       | nicht beschädigt                                       | nicht beschädigt                                       |
| Zustand des Sicherheitsbehälters (Containment)      | nicht beschädigt                                                       | Schaden und Leckage vermutet                                           | nicht beschädigt                                                       | nicht beschädigt                                                       | nicht beschädigt                                       | nicht beschädigt                                       |
| Reaktorkühlsystem 1: Injektion (strombetrieben)     | nicht funktionsfähig                                                   | nicht funktionsfähig                                                   | nicht funktionsfähig                                                   | nicht notwendig                                                        | in Bereitschaft                                        | in Bereitschaft                                        |
| Reaktorkühlsystem 2: Wärmetauscher (strombetrieben) | nicht funktionsfähig                                                   | nicht funktionsfähig                                                   | nicht funktionsfähig                                                   | nicht notwendig                                                        | in Betrieb                                             | in Betrieb                                             |
| Reaktorkühlsystem (dampfbetrieben)                  | nicht funktionsfähig                                                   | nicht funktionsfähig                                                   | nicht funktionsfähig                                                   | nicht notwendig                                                        | nicht notwendig                                        | nicht notwendig                                        |
| Zustand des Reaktorgebäudes                         | schwer beschädigt (Wasserstoffexplosion)                               | leicht beschädigt                                                      | schwer beschädigt (Wasserstoffexplosion)                               | schwer beschädigt (Wasserstoffexplosion)                               | Entlüftung wurde geschaffen, um Wasserstoff abzulassen | Entlüftung wurde geschaffen, um Wasserstoff abzulassen |
|                                                     |                                                                        |                                                                        |                                                                        |                                                                        |                                                        |                                                        |
| Wasserstand im Reaktordruckbehälter                 | Brennstäbe ganz oder teilweise freiliegend                             | Brennstäbe ganz oder teilweise freiliegend                             | Brennstäbe ganz oder teilweise freiliegend                             | sicher                                                                 | sicher                                                 | sicher                                                 |
| Druck / Temperatur im Reaktordruckbehälter          | leicht gesunken nach Anstieg / 400 °C am 24.03.                        | unbekannt/stabil                                                       | unbekannt                                                              | sicher                                                                 | sicher                                                 | sicher                                                 |
| Druck im Sicherheitsbehälter (Containment)          | leicht gesunken nach Anstieg auf 4 bar am 24.03                        | stabil                                                                 | stabil                                                                 | sicher                                                                 | sicher                                                 | sicher                                                 |
|                                                     |                                                                        |                                                                        |                                                                        |                                                                        |                                                        |                                                        |
| Wassereinspeisung in Reaktorkern                    | wird fortgesetzt (Süßwasser)                                           | wird fortgesetzt (Süßwasser)                                           | wird fortgesetzt (Süßwasser)                                           | nicht notwendig                                                        | nicht notwendig                                        | nicht notwendig                                        |
| Wassereinspeisung in Containment                    | (wird bestätigt)                                                       | noch nicht entschieden                                                 | (wird bestätigt)                                                       | nicht notwendig                                                        | nicht notwendig                                        | nicht notwendig                                        |
| Druckentlastung Containment                         | temporär gestoppt                                                      | temporär gestoppt                                                      | temporär gestoppt                                                      | nicht notwendig                                                        | nicht notwendig                                        | nicht notwendig                                        |
|                                                     |                                                                        |                                                                        |                                                                        |                                                                        |                                                        |                                                        |
| Zustand der Brennstäbe im Abklingbecken             | unbekannt                                                              | unbekannt                                                              | Schaden vermutet                                                       | möglicherweise beschädigt                                              | unbeschädigt                                           | unbeschädigt                                           |
| Kühlung der Brennstäbe im Abklingbecken             | Wassereinspeisung wird erwogen                                         | Wassereinspeisung wurde durchgeführt                                   | Wasserniveau niedrig, Wasserbesprühung erfolgt                         | Wasserniveau niedrig, Wasserbesprühung erfolgt                         | Kühlung wiederhergestellt                              | Kühlung wiederhergestellt                              |
|                                                     |                                                                        |                                                                        |                                                                        |                                                                        |                                                        |                                                        |
| Funktionsfähigkeit des Kontrollraums                | gering durch Stromverlust, Beleuchtung in den Kontrollräumen vorhanden | gering durch Stromverlust, Beleuchtung in den Kontrollräumen vorhanden | gering durch Stromverlust, Beleuchtung in den Kontrollräumen vorhanden | gering durch Stromverlust, Beleuchtung in den Kontrollräumen vorhanden | vermutlich unbeschädigt                                | vermutlich unbeschädigt                                |
|                                                     |                                                                        |                                                                        |                                                                        |                                                                        |                                                        |                                                        |

### 12. April 2011
Zustand vom 12. April um 20:00 Ortszeit:
|                                                     | Block 1                                                                  | Block 2                                                                | Block 3                                                                | Block 4                                                                | Block 5                                                | Block 6                                                |
| --------------------------------------------------- | ------------------------------------------------------------------------ | ---------------------------------------------------------------------- | ---------------------------------------------------------------------- | ---------------------------------------------------------------------- | ------------------------------------------------------ | ------------------------------------------------------ |
| Betriebszustand zur Zeit des Erdbebens              | in Betrieb → Schnellabschaltung                                          | in Betrieb → Schnellabschaltung                                        | in Betrieb → Schnellabschaltung                                        | abgeschaltet                                                           | abgeschaltet                                           | abgeschaltet                                           |
|                                                     |                                                                          |                                                                        |                                                                        |                                                                        |                                                        |                                                        |
| Zustand von Kern und Brennstäben                    | 70 % beschädigt                                                          | 30 % beschädigt, teilweise Kernschmelze                                | 25 % beschädigt                                                        | keine Brennstäbe im Kern                                               | nicht beschädigt                                       | nicht beschädigt                                       |
| Zustand des Reaktordruckbehälters                   | unbekannt                                                                | unbekannt                                                              | unbekannt                                                              | vermutlich unbeschädigt                                                | nicht beschädigt                                       | vermutlich unbeschädigt                                |
| Zustand des Sicherheitsbehälters (Containment)      | nicht beschädigt                                                         | Schaden und Leckage vermutet                                           | nicht beschädigt                                                       | nicht beschädigt                                                       | nicht beschädigt                                       | nicht beschädigt                                       |
| Reaktorkühlsystem 1: Injektion (strombetrieben)     | nicht funktionsfähig                                                     | nicht funktionsfähig                                                   | nicht funktionsfähig                                                   | nicht notwendig                                                        | in Bereitschaft                                        | in Bereitschaft                                        |
| Reaktorkühlsystem 2: Wärmetauscher (strombetrieben) | nicht funktionsfähig                                                     | nicht funktionsfähig                                                   | nicht funktionsfähig                                                   | nicht notwendig                                                        | in Betrieb                                             | in Betrieb                                             |
| Reaktorkühlsystem (dampfbetrieben)                  | nicht funktionsfähig                                                     | nicht funktionsfähig                                                   | nicht funktionsfähig                                                   | nicht notwendig                                                        | nicht notwendig                                        | nicht notwendig                                        |
| Zustand des Reaktorgebäudes                         | schwer beschädigt (Wasserstoffexplosion)                                 | leicht beschädigt                                                      | schwer beschädigt (Wasserstoffexplosion)                               | schwer beschädigt (Wasserstoffexplosion)                               | Entlüftung wurde geschaffen, um Wasserstoff abzulassen | Entlüftung wurde geschaffen, um Wasserstoff abzulassen |
|                                                     |                                                                          |                                                                        |                                                                        |                                                                        |                                                        |                                                        |
| Wasserstand im Reaktordruckbehälter                 | Brennstäbe ganz oder teilweise freiliegend                               | Brennstäbe ganz oder teilweise freiliegend                             | Brennstäbe ganz oder teilweise freiliegend                             | sicher                                                                 | sicher                                                 | sicher                                                 |
| Druck / Temperatur im Reaktordruckbehälter          | allmählich steigend / leicht gesunken nach Anstieg über 400 °C am 24.03. | unbekannt / stabil                                                     | unbekannt                                                              | sicher                                                                 | sicher                                                 | sicher                                                 |
| Druck im Sicherheitsbehälter (Containment)          | leicht gesunken nach Anstieg auf 4 bar am 24.03                          | stabil                                                                 | stabil                                                                 | sicher                                                                 | sicher                                                 | sicher                                                 |
|                                                     |                                                                          |                                                                        |                                                                        |                                                                        |                                                        |                                                        |
| Wassereinspeisung in Reaktorkern                    | wird fortgesetzt (Süßwasser)                                             | wird fortgesetzt (Süßwasser)                                           | wird fortgesetzt (Süßwasser)                                           | nicht notwendig                                                        | nicht notwendig                                        | nicht notwendig                                        |
| Wassereinspeisung in Sicherheitsbehälter            | (Bestätigung steht aus)                                                  | noch nicht entschieden (Meerwasser)                                    | (Bestätigung steht aus)                                                | nicht notwendig                                                        | nicht notwendig                                        | nicht notwendig                                        |
| Druckentlastung Containment                         | temporär gestoppt                                                        | temporär gestoppt                                                      | temporär gestoppt                                                      | nicht notwendig                                                        | nicht notwendig                                        | nicht notwendig                                        |
|                                                     |                                                                          |                                                                        |                                                                        |                                                                        |                                                        |                                                        |
| Zustand der Brennstäbe im Abklingbecken             | unbekannt                                                                | unbekannt                                                              | Schaden vermutet                                                       | möglicherweise beschädigt                                              | unbeschädigt                                           | unbeschädigt                                           |
| Kühlung der Brennstäbe im Abklingbecken             | Wasserbesprühung wird fortgesetzt (Süßwasser)                            | Wassereinspeisung wird fortgesetzt (Süßwasser)                         | Wasserbesprühung und -einspeisung wird fortgesetzt (Süßwasser)         | Wasserbesprühung und -einspeisung wird fortgesetzt (Süßwasser)         | Kühlung wiederhergestellt                              | Kühlung wiederhergestellt                              |
|                                                     |                                                                          |                                                                        |                                                                        |                                                                        |                                                        |                                                        |
| Funktionsfähigkeit des Kontrollraums                | gering durch Stromverlust, Beleuchtung in den Kontrollräumen vorhanden   | gering durch Stromverlust, Beleuchtung in den Kontrollräumen vorhanden | gering durch Stromverlust, Beleuchtung in den Kontrollräumen vorhanden | gering durch Stromverlust, Beleuchtung in den Kontrollräumen vorhanden | vermutlich unbeschädigt                                | vermutlich unbeschädigt                                |
|                                                     |                                                                          |                                                                        |                                                                        |                                                                        |                                                        |                                                        |

1. 1 2 3  Tepco-Schätzung basierend auf Messungen der Ortsdosisleistung im Containment am 15. März
2. 1 2  Es sind zwei Messfühler vorhanden, die unterschiedliche Werte liefern.

### 28. April 2011
Zustand vom 28. April um 12:00 Ortszeit:
|                                                     | Block 1                                                                  | Block 2                                                                | Block 3                                                                | Block 4                                                                | Block 5                                                | Block 6                                                |
| --------------------------------------------------- | ------------------------------------------------------------------------ | ---------------------------------------------------------------------- | ---------------------------------------------------------------------- | ---------------------------------------------------------------------- | ------------------------------------------------------ | ------------------------------------------------------ |
| Betriebszustand zur Zeit des Erdbebens              | in Betrieb → Schnellabschaltung                                          | in Betrieb → Schnellabschaltung                                        | in Betrieb → Schnellabschaltung                                        | abgeschaltet                                                           | abgeschaltet                                           | abgeschaltet                                           |
|                                                     |                                                                          |                                                                        |                                                                        |                                                                        |                                                        |                                                        |
| Zustand von Kern und Brennstäben                    | 55 % beschädigt                                                          | 35 % beschädigt, teilweise Kernschmelze                                | 30 % beschädigt                                                        | keine Brennstäbe im Kern                                               | nicht beschädigt                                       | nicht beschädigt                                       |
| Zustand des Reaktordruckbehälters                   | unbekannt                                                                | unbekannt                                                              | unbekannt                                                              | nicht beschädigt                                                       | nicht beschädigt                                       | nicht beschädigt                                       |
| Zustand des Sicherheitsbehälters (Containment)      | vermutlich unbeschädigt                                                  | Schaden und Leckage vermutet                                           | vermutlich unbeschädigt                                                | nicht beschädigt                                                       | nicht beschädigt                                       | nicht beschädigt                                       |
| Reaktorkühlsystem 1: Injektion (strombetrieben)     | nicht funktionsfähig                                                     | nicht funktionsfähig                                                   | nicht funktionsfähig                                                   | nicht notwendig                                                        | in Bereitschaft                                        | in Bereitschaft                                        |
| Reaktorkühlsystem 2: Wärmetauscher (strombetrieben) | nicht funktionsfähig                                                     | nicht funktionsfähig                                                   | nicht funktionsfähig                                                   | nicht notwendig                                                        | in Betrieb                                             | in Betrieb                                             |
| Reaktorkühlsystem (dampfbetrieben)                  | nicht funktionsfähig                                                     | nicht funktionsfähig                                                   | nicht funktionsfähig                                                   | nicht notwendig                                                        | nicht notwendig                                        | nicht notwendig                                        |
| Zustand des Reaktorgebäudes                         | schwer beschädigt (Wasserstoffexplosion)                                 | leicht beschädigt                                                      | schwer beschädigt (Wasserstoffexplosion)                               | schwer beschädigt (Wasserstoffexplosion)                               | Entlüftung wurde geschaffen, um Wasserstoff abzulassen | Entlüftung wurde geschaffen, um Wasserstoff abzulassen |
|                                                     |                                                                          |                                                                        |                                                                        |                                                                        |                                                        |                                                        |
| Wasserstand im Reaktordruckbehälter                 | Brennstäbe ganz oder teilweise freiliegend                               | Brennstäbe ganz oder teilweise freiliegend                             | Brennstäbe ganz oder teilweise freiliegend                             | sicher                                                                 | sicher                                                 | sicher                                                 |
| Druck / Temperatur im Reaktordruckbehälter          | allmählich steigend / leicht gesunken nach Anstieg über 400 °C am 24.03. | unbekannt / stabil                                                     | unbekannt                                                              | sicher                                                                 | sicher                                                 | sicher                                                 |
| Druck im Sicherheitsbehälter (Containment)          | leicht gesunken nach Anstieg auf 4 bar am 24.03                          | stabil                                                                 | stabil                                                                 | sicher                                                                 | sicher                                                 | sicher                                                 |
|                                                     |                                                                          |                                                                        |                                                                        |                                                                        |                                                        |                                                        |
| Wassereinspeisung in Reaktorkern                    | wird fortgesetzt (Süßwasser)                                             | wird fortgesetzt (Süßwasser)                                           | wird fortgesetzt (Süßwasser)                                           | nicht notwendig                                                        | nicht notwendig                                        | nicht notwendig                                        |
| Wassereinspeisung in Sicherheitsbehälter            | soll mit Speisewasser aufgefüllt werden; gestartet am 27. April          | soll mit Speisewasser aufgefüllt werden                                | soll mit Speisewasser aufgefüllt werden                                | nicht notwendig                                                        | nicht notwendig                                        | nicht notwendig                                        |
| Druckentlastung Containment                         | temporär gestoppt                                                        | temporär gestoppt                                                      | temporär gestoppt                                                      | nicht notwendig                                                        | nicht notwendig                                        | nicht notwendig                                        |
|                                                     |                                                                          |                                                                        |                                                                        |                                                                        |                                                        |                                                        |
| Zustand der Brennstäbe im Abklingbecken             | unbekannt                                                                | unbekannt                                                              | Schaden vermutet                                                       | möglicherweise beschädigt                                              | unbeschädigt                                           | unbeschädigt                                           |
| Kühlung der Brennstäbe im Abklingbecken             | Wasserbesprühung wird fortgesetzt (Süßwasser)                            | Wassereinspeisung wird fortgesetzt (Süßwasser)                         | Wasserbesprühung und -einspeisung wird fortgesetzt (Süßwasser)         | Wasserbesprühung und -einspeisung wird fortgesetzt (Süßwasser)         | Kühlung wiederhergestellt                              | Kühlung wiederhergestellt                              |
|                                                     |                                                                          |                                                                        |                                                                        |                                                                        |                                                        |                                                        |
| Funktionsfähigkeit des Kontrollraums                | gering durch Stromverlust, Beleuchtung in den Kontrollräumen vorhanden   | gering durch Stromverlust, Beleuchtung in den Kontrollräumen vorhanden | gering durch Stromverlust, Beleuchtung in den Kontrollräumen vorhanden | gering durch Stromverlust, Beleuchtung in den Kontrollräumen vorhanden | vermutlich unbeschädigt                                | vermutlich unbeschädigt                                |
|                                                     |                                                                          |                                                                        |                                                                        |                                                                        |                                                        |                                                        |

1. 1 2 3  korrigierte Tepco-Schätzung basierend auf Messungen der Ortsdosisleistung im Containment am 15. März
2. 1 2  Es sind zwei Messfühler vorhanden, die unterschiedliche Werte liefern.